# Luis Conte
Luis Conte (Santiago di Cuba, 16 novembre 1954) è un percussionista cubano.
È noto per aver collaborato con musicisti della scena rock e pop rock, quali Madonna, James Taylor, Pat Metheny, Maná, Phil Collins e Roger Waters dei Pink Floyd. Conte utilizza percussioni Meinl Percussion.